# 麻雀クリニック
『麻雀クリニック』は、ホームデータより1988年に発売されたアーケード脱衣麻雀ゲーム。PCエンジン版『麻雀クリニックSPECIAL』ナグザットより発売された。

## 概要
クリニックの院長と麻雀勝負をして、勝つと秘蔵のカルテ（コミックス形式になっている）を見せてもらえる内容。アリアリルール。テンパイや当たり牌を教えてくれる親切機能付き。通常ゲームの他に2クレジットで半荘ゲームが遊べる。原画はぐんぼひでき。
通常ゲーム
プレイヤーは持ち点千点～二千点（設定により異なる）でスタート。プレイヤーが上がる毎にカルテが1ページ進み、4勝で一話が終わって次のカルテに進む。プレイヤーがハコ割れするとゲームオーバー。相手は持ち点がないのでハコ割れは無い。
半荘ゲーム
プレイヤーと対戦相手がそれぞれ持ち点二万七千点でスタート。相手をハコ割れさせるか半荘終了時に持ち点が上だと勝ちで、一話分のカルテが全て表示されて次の半荘に進む。プレイヤーがハコ割れするか半荘終了時に持ち点が下だとゲームオーバー。

## カルテ一覧
- カルテ1: いけないナース
- カルテ2: おちゃめな美奈ちゃん
- カルテ3: 由香ちゃん盲腸入院日記
- カルテ4: 啓子刺される
- カルテ5: いずみちゃん危機一髪
  - カルテ5をクリアするとカルテ1に戻る。

## 移植作品
- ホームデータ『麻雀クリニック増刊号』（PC-8801, PC-9801, X68000, FM TOWNS）1991年
  - 院長がクリニック内で起こる騒動を解決していくストーリー。
- ナグザット『麻雀クリニックSPECIAL』（PCエンジン SUPER CD-ROM²）1993年
  - 麻雀クリニック増刊号のアダルト要素を排してフリー対局モードを追加。